# St. Josef (Dingdorf)

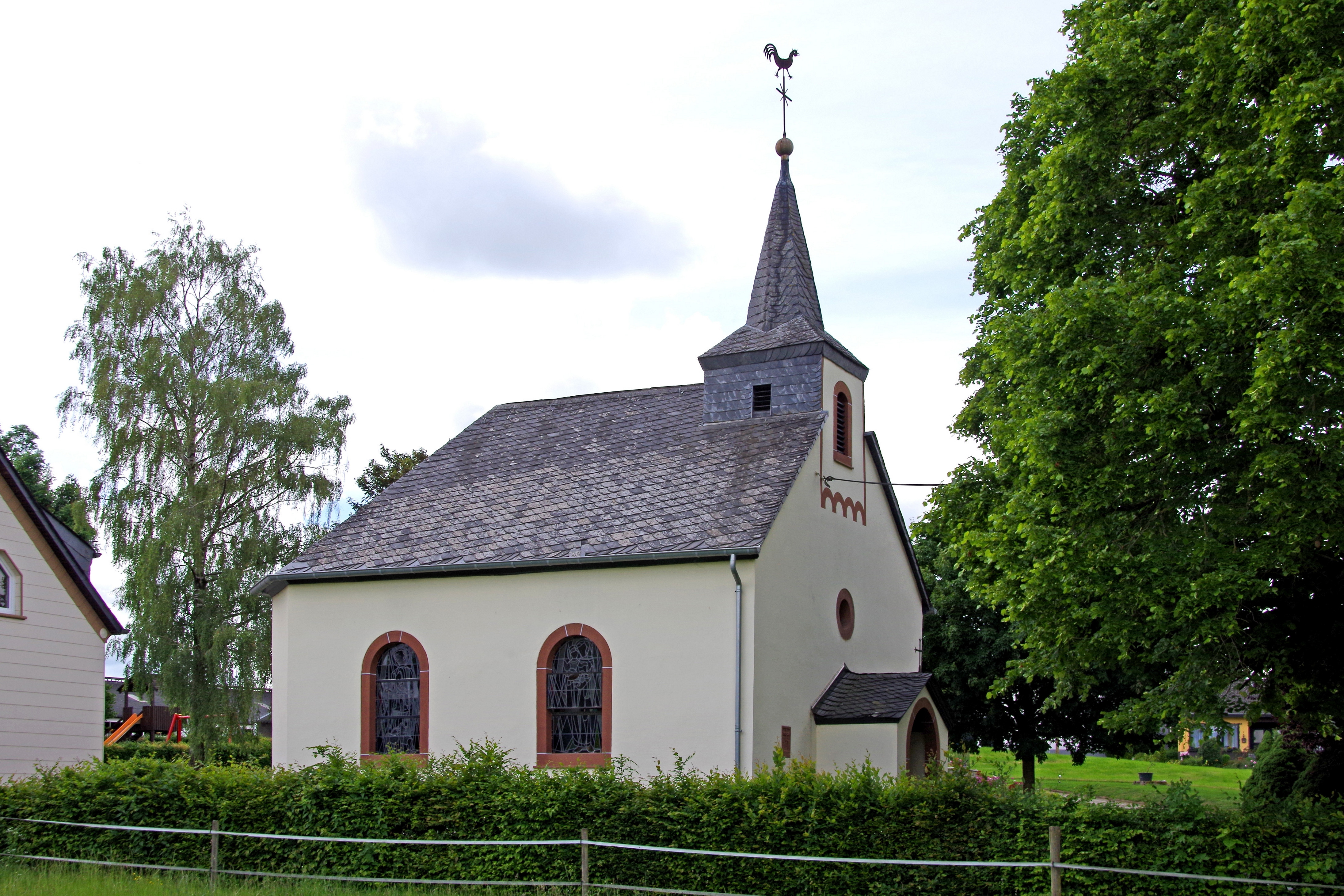
St. Josef (Dingdorf)

Die Kapelle St. Josef ist die römisch-katholische Filialkirche in Dingdorf im Eifelkreis Bitburg-Prüm in Rheinland-Pfalz. Die Kirche gehört zur Pfarrei Niederlauch in der Pfarreiengemeinschaft Schönecken-Waxweiler im Dekanat St. Willibrord Westeifel im Bistum Trier.

## Geschichte

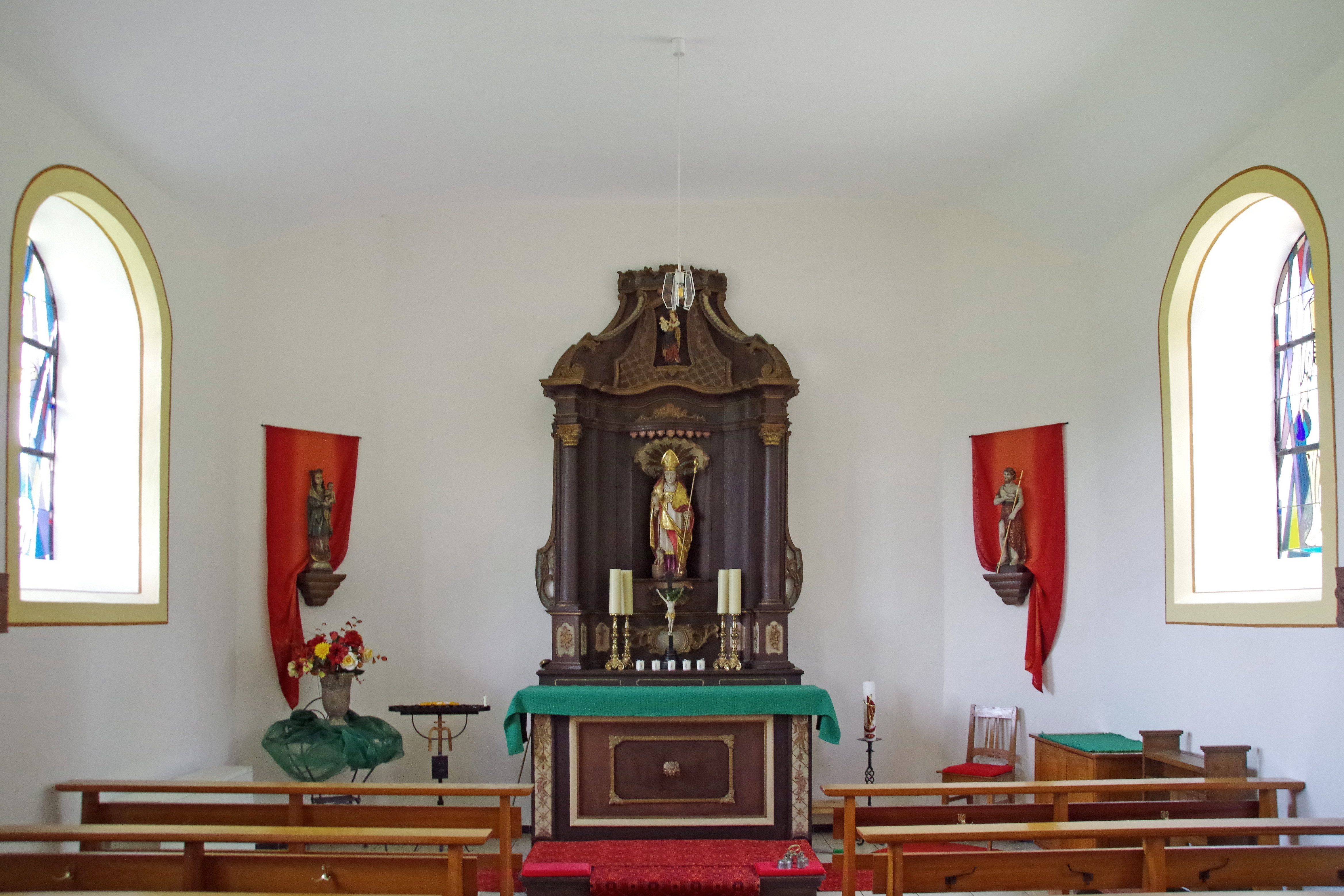
St. Josef (Dingdorf)

1866 baute die Gemeinde in Eigenleistung die Kapelle als kleinen Saalbau mit Giebeldachreiter. Sie wurde 1868 zu Ehren des heiligen Josef von Nazareth geweiht.

## Ausstattung
Der barocke Säulenaltar (mit Figur des heiligen Nikolaus von Myra und Kopie einer mittelalterlichen Madonna) ist ein Geschenk der Pfarrei Schönecken aus den 1960er Jahren. Die vier Kirchenfenster zeigen folgende Heiligen: Hubertus von Lüttich, Johannes der Täufer, Wendelin und Antonius von Padua.
Bemerkenswert sind zwei Sandsteinreliefs an der Kircheneingangswand, eine Kreuzigungsgruppe mit umlaufendem Text (um 1600) und eine Kreuzigung mit zwei knienden Bischöfen (mittelalterlich).